# Thorvald Ásvaldsson
Thorvald Ásvaldsson, en islandais Þorvaldur Ásvaldsson, est le père du colonisateur du Groenland Erik le Rouge et le grand-père de Leif Erikson, probable premier découvreur européen de l'Amérique.

## Biographie
Son père était Ásvaldr Úlfsson, fils de Úlf Þórirsson, petit-fils de Oxna-Thorir, le frère de Naddoddr, découvreur de l'Islande. Une fois bannis de Jæren en Norvège pour meurtre, Thorvaldr se dirige en Islande avec sa famille. Ils s'installent à Drangar, tout près du Drangaskörð, dans le nord-ouest de l'île, ces terres étant encore vierges. C'est à cet endroit qu'il meurt.